# Parfait Amour
Parfait Amour (del francés: perfecto amor) es un licor de color púrpura que se emplea bastante en la elaboración de cócteles, principalmente por su coloración. Se produce y consume principalmente en Francia y Holanda, aunque también es muy conocido en Costa Rica, Estados Unidos y Australia.
La empresa holandesa Lucas Bols reclama su creación, teniendo su versión como base el curaçao que es un licor de melocotón aromatizado con naranjas de la zona de curaçao, y aromatizado con pétalos de rosa, vainilla y almendras. Marie Brizard, usa como base el Burdeos, obteniendo un producto de sabor similar. Otra versión, elaborada por DeKuyper, emplea otro destilado como base, añadiendo limón coriandro y violetas como aromatizantes.
En la canción de Joaquín Sabina titulada "De purísima y oro" se hace referencia a este licor o componente de cócteles a propósito del ambiente de la barra de Chicote en el Madrid de la posguerra.